# Sido Rukun (Margo Tabir)
Sido Rukun is een bestuurslaag in het regentschap Merangin van de provincie Jambi, Indonesië. Sido Rukun telt 1746 inwoners (volkstelling 2010).